# Treasure Island (1950)
Treasure Island was de eerste live-action film van Disney. Regisseur van deze film uit 1950 is Byron Haskin. De film is een bewerking van de roman van Robert Louis Stevenson uit 1883 Schateiland. De hoofdrollen in de film worden vertolkt door Bobby Driscoll als Jim Hawkins en Robert Newton als Long John Silver. Het was de eerste verfilming van het boek in kleur. De film werd gedraaid op locatie in Engeland en in de Denham Film Studios in het Engelse Buckinghamshire.

## Rolverdeling
| Acteur             | Personage         |
| ------------------ | ----------------- |
| Bobby Driscoll     | Jim Hawkins       |
| Robert Newton      | Long John Silver  |
| Basil Sydney       | kapitein Smollett |
| Walter Fitzgerald  | Squire Trelawney  |
| Denis O'Dea        | Dr. Livesey       |
| Finlay Currie      | Billy Bones       |
| Ralph Truman       | George Merry      |
| Geoffrey Keen      | Israel Hands      |
| Geoffrey Wilkinson | Ben Gunn          |
| John Laurie        | Blind Pew         |
| Francis de Wolff   | Black Dog         |
| [David Davies      | Mr. Arrow         |
| John Gregson       | Redruth           |
| Andrew Blackett    | Gray              |
| Ken Buckle         | Joyce             |
| William Devlin     | Morgan            |
| Howard Douglas     | Williams          |
| Harry Locke        | Haggott           |
| Sam Kydd           | Cady              |
| Stephen Jack       | Job               |
| Harold Jamieson    | Scully            |
| Diarmuid Kelly     | Bolen             |
| Patrick Troughton  | Roach             |